# 国立病院機構福山医療センター

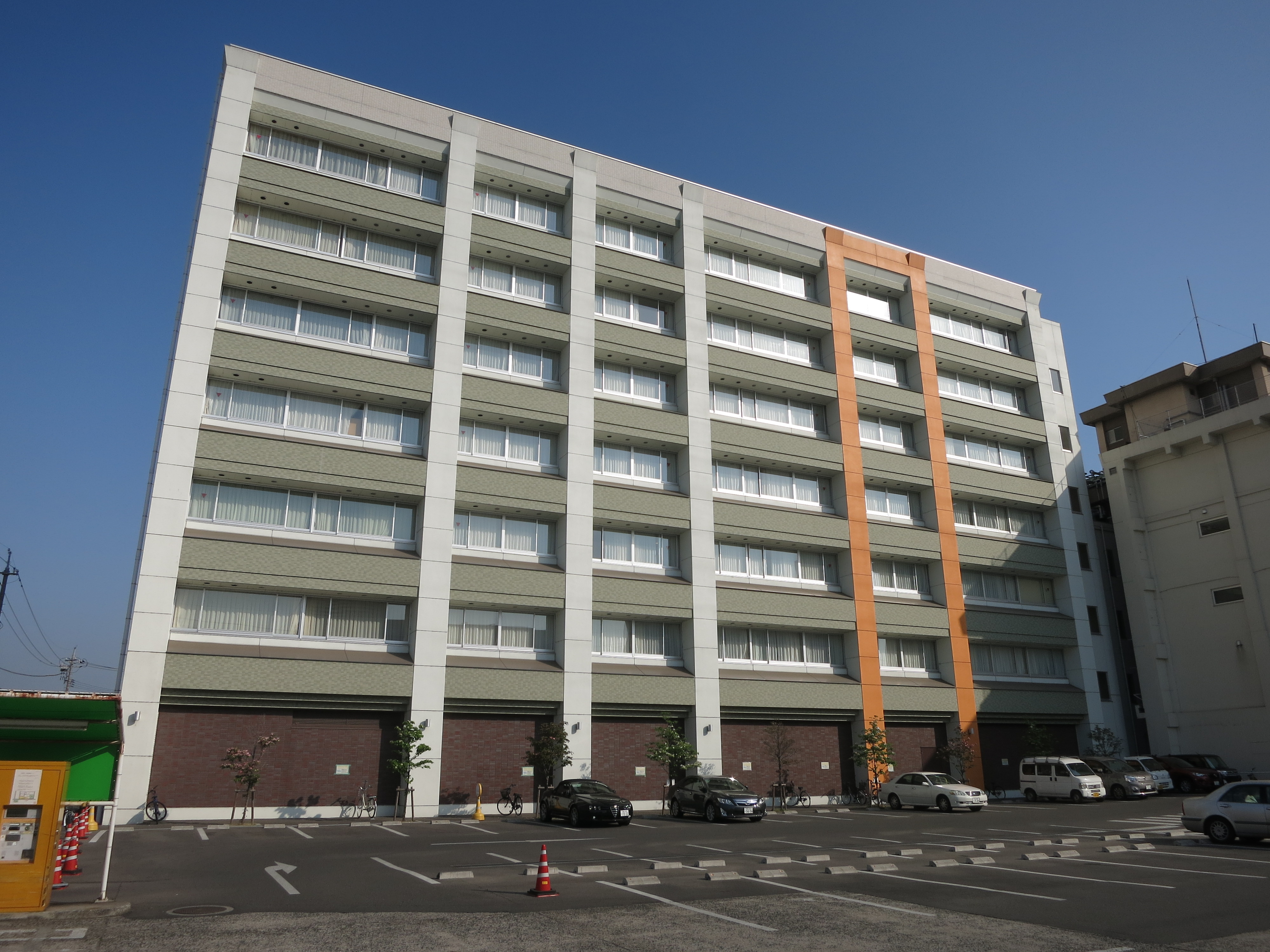
病棟外環

独立行政法人国立病院機構福山医療センター（どくりつぎょうせいほうじんこくりつびょういんきこうふくやまいりょうせんたー）は、広島県福山市にある医療機関。独立行政法人国立病院機構が運営する病院である。旧国立福山病院。政策医療分野におけるがん、成育医療、骨・運動器疾患の専門医療施設である。地域医療支援病院の承認を受けるほか、地域周産期母子医療センター、エイズ治療拠点病院などの指定を受ける。

## 沿革
- 1908年 福山衛戍病院として創設
- 1937年 福山陸軍病院となる
- 1945年12月1日 陸軍解体により厚生省所管となる。国立福山病院として発足
- 1966年 現在地に移転
- 2001年1月6日 厚生労働省所管となる
- 2004年4月1日 国立病院機構福山医療センターとなる
- 2008年 病棟の老朽化のため現地建替えを発表。12月より着工し2011年初頭の完成を目指す
- 2011年9月17日 新病棟が完成し記念式典が行われる。9月23日より新病棟の運用を開始
- 2013年9月17日 新放射線治療棟（リニアック・ラルス）の運用を開始
- 2016年、新館完成

## 診療科
- 内科
  - 糖尿病・内分泌内科
  - 肝臓内科
- 精神科
- 呼吸器内科
- 消化器内科
- 循環器内科
- 小児科
  - 小児アレルギー科
  - 小児科（循環器）
  - 小児科（新生児）
  - 小児心療内科
- 外科
  - 消化器外科
  - 肝臓・胆のう・膵臓外科
  - 胃腸・内視鏡外科
  - 食道・胃腸外科
  - 大腸・肛門外科
  - 乳腺・甲状腺外科
- 整形外科
- 形成外科
- 脳神経外科
- 呼吸器外科
- 小児外科
- 皮膚科
- 泌尿器科
- 産科
- 婦人科
- 眼科（休診中）
- 耳鼻咽喉科
- リハビリテーション科
- 放射線診断科
- 放射線治療科
- 麻酔科

（標榜診療科全34科）

## 医療機関の指定等
- 保険医療機関
- 救急告示医療機関（二次救急・病院群輪番制病院）
- 労災保険法指定医療機関
- 母子保健法指定医療機関（療育医療）
- 障害者自立支援法（更生医療・育成医療・精神通院）指定医療機関
- 戦傷病者特別援護法指定医療機関
- 原子爆弾被爆者指定医療機関（一般疾病、健康診断）
- 生活保護法指定医療機関（生保医療）
- 精神保健法指定医療機関（精神保健医用）
- 特定疾患指定医療機関
- 感染症の予防及び感染症の患者に対する医療に関する法律　第37条の2指定医療機関
- エイズ拠点病院
- 臨床研修指定病院（基幹型）
- 理学療法施設
- 地域医療支援病院
- 地域周産期母子医療センター
- 広島県指定がん診療連携拠点病院
- DPC対象病院

## 交通アクセス
- 中国バス福山駅前4番のりばより乗車し、「福山医療センター」下車。
- 車で山陽道福山東インターチェンジから約10分。

　（国道182号線を南へ約2km、国道2号線を右折して西へ約3km、福山駅前道路を左折して駅前通りを南へ約2km、病院の案内看板を左折）